# Margaret Edson
Margaret Edson (Washington, 4 luglio 1961) è una drammaturga statunitense, vincitrice del Premio Pulitzer per la drammaturgia del 1999 con il suo Wit. Ha insegnato nelle scuole pubbliche fino al 1992.

## Biografia
Secondogenita di Peter Edson, giornalista, e Joyce Winifred Edson, medico, come la protagonista di Wit, aveva una buona conoscenza del mondo accademico. Diplomata alla Sidwell Friends School, una scuola privata quacchera di Washington, dove aveva frequentato un programma di drammaturgia, la Edson si iscrisse allo Smith College nel Massachusetts nel 1979, e si laureò in storia del Rinascimento nel 1983. Dopo la laurea, si trasferì a Iowa City, dove viveva la sorella, e cominciò a lavorare come venditrice di hot dog durante il giorno e barista la sera.
Tornata alla sua città natale di Washington D.C., trovò un posto di lavoro come impiegata in una clinica per il trattamento dell'AIDS e del cancro. Successivamente si trasferì al St. Francis Center (ora Centro Wendt), dove si occupò della concessione di borse di studio. A questo punto decise di frequentare un dottorato in letteratura, ma prima volle scrivere una commedia. Si impiegò in un negozio di biciclette a Washington e trascorse l'estate del 1991 a scrivere la prima bozza di Wit.
Si iscrisse alla Georgetown University nell'autunno del 1991 e mentre frequentava il corso di specializzazione, insegnò come volontaria in una scuola elementare. Dopo aver conseguito il master universitario, decise di diventare insegnante di scuola elementare e venne ammessa ad un programma di certificazione alternativa alla Public Schools DC. Insegnò inglese come seconda lingua alla prima elementare nelle scuole pubbliche per sei anni.

## Wit
Contemporaneamente, inviò il testo di Wit a sei teatri degli Stati Uniti. Nel 1995 il suo lavoro venne accettato dal South Coast Repertory di Costa Mesa in California. Il gruppo artistico del South Coast Repertory lavorò con la Edson per condensare la sua commedia in due atti in un lungo atto emotivamente drenante; riveduta Wit ebbe un grande successo e vinse diversi premi
Nonostante il successo di Wit successo al South Coast Repertory, altre compagnie teatrali erano riluttanti a produrre il lavoro. Nel 1997, il giovane regista Derek Anson Jones venne scelto dal Long Wharf Theatre di New Haven, per creare una nuova produzione del lavoro. Wit fece il suo debutto sulla costa orientale nell'ottobre 1997, guadagnandosi notevoli recensioni come "opera del mese" prima di vincere tre Connecticut Critics Circle Award, tra cui miglior lavoro. Sostenuto dalla sua protagonista, Kathleen Chalfant, il lavoro si assicurò un posto alla Manhattan Class Company di New York in anteprima prima del debutto con una raffica di recensioni positive all'Union Square Theatre nel gennaio 1999. Sempre sotto la direzione di Jones, il lavoro vinse premi da New York Drama Critics' Circle, Drama Desk, Drama League, Dramatists Guild of America e Outer Critics Circle. La Edson ottenne il premio John Gassner e George Oppenheimer e il premio Pulitzer per la drammaturgia.
Il lavoro venne rappresentato per 18 mesi nell'Off-Broadway all'Union Square Theatre. Judith Light sostituì la Chalfant nel ruolo della protagonista e le due attrici si divisero il ruolo nella tournée del 2000. Da allora, il lavoro è stato rappresentato innumerevoli volte in dozzine di lingue.
L'HBO si è assicurato i diritti cinematografici e il regista Mike Nichols ha diretto Emma Thompson nel film La forza della mente. Nichols e Thompson hanno collaborato alla sceneggiatura. Il film ottenne l'Emmy Award come miglior film del 2001.
Il lavoro è stato pubblicato da Farrar, Straus e Giroux nel 1999.
Nel 2012, la Manhattan Theater Company ha prodotto una riedizione del lavoro a Broadway con la regia di Lynn Meadow e l'interpretazione di Cynthia Nixon nel ruolo della professoressa Bearing.

## DopoWit
Edson ha continuato ad insegnare non avendo alcun progetto di scrivere un nuovo lavoro ed insegna all'Inman Middle School nei pressi di Atlanta.
Ha tenuto numerose conferenze pubbliche, tra cui l'indirizzo di apertura del 2008 allo Smith College.

## Premi
- 1999 Premio Pulitzer per la drammaturgia
- 2001 Emmy Award for Outstanding Made for Television Film